# یووانا یانکوویچ
یووانا یانکوویچ (سیریلیک صربی: Јована Јоксимовић؛ زادهٔ ۲۵ آوریل ۱۹۸۱) مجری تلویزیون اهل صربستان است. وی از سال ۲۰۰۱ میلادی تاکنون مشغول فعالیت بوده‌است.
وی به‌همراه ژیکو یوکسیموویچ مجری مسابقه آواز یوروویژن ۲۰۰۸ در بلگراد بوده است.

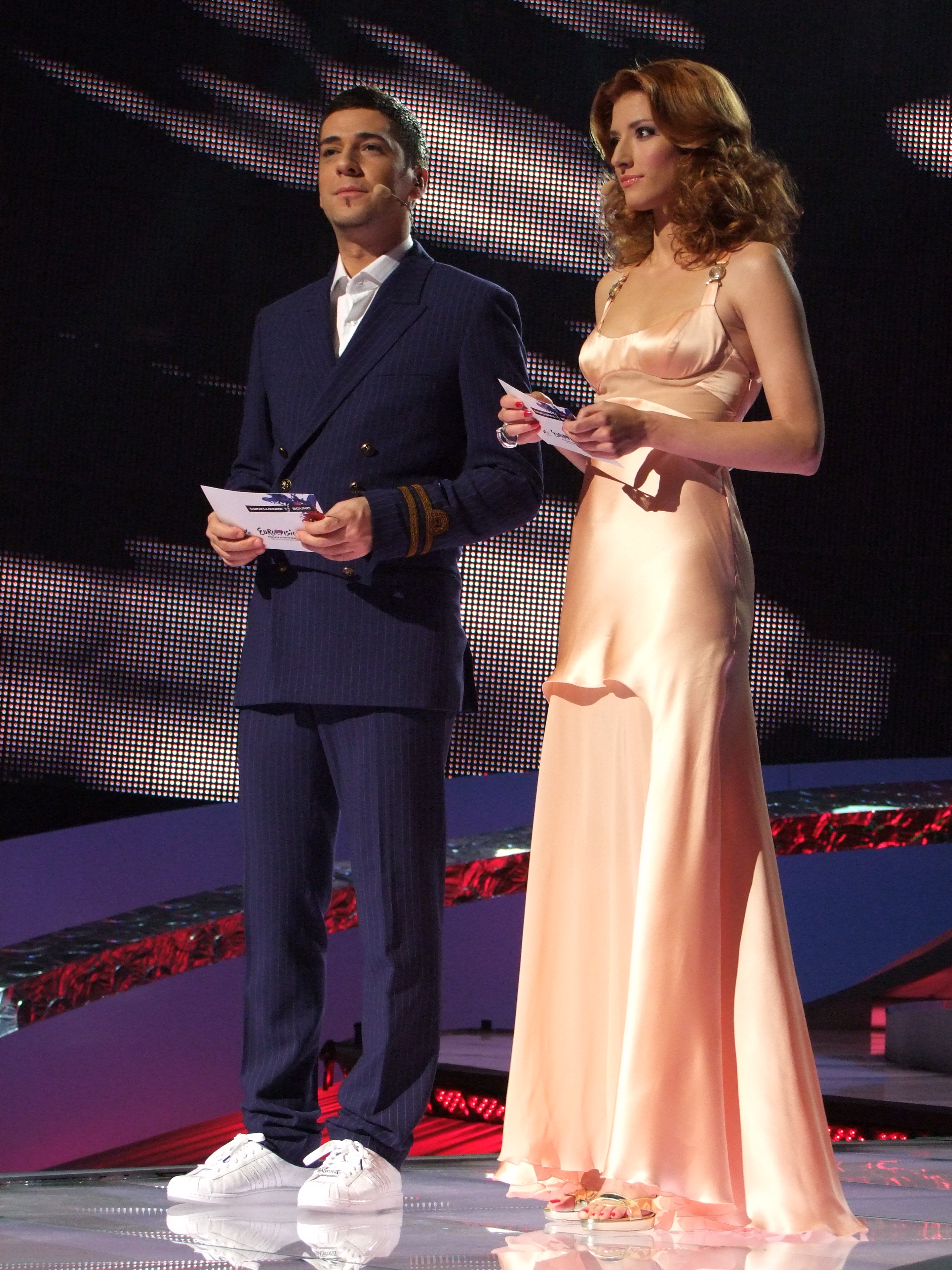
یانکوویچ به‌همراه زلکو جوکسموویچ در مسابقه آواز یوروویژن ۲۰۰۸